# خراردو برا
خِراردو بــِرا (اسپانیایی: Gerardo Vera‎؛ زادهٔ ۱۰ مارس ۱۹۴۷) کارگردان، بازیگر، طراح لباس و صحنه و کارگردان هنری تئاتر اهل اسپانیا است.
وی دانش‌آموختهٔ رشتهٔ زبان و ادبیات انگلیسی در دانشگاه کمپلوتنسه مادرید و همچنین رشتهٔ تئاتر در دانشگاه اکستر است. او از سال ۲۰۰۴ تا ۲۰۱۱ رئیس تئاتر ملی اسپانیا بود.
He directed these films:
او در سال ۱۹۸۶ برندهٔ جایزه گویای «بهترین طراحی لباس» در فیلم عشق، افسونگر (به کارگردانی کارلوس سائورا) و در سال ۱۹۸۸ برندهٔ جایزه گویای بهترین کارگردان هنری فیلم دختر رویاهای شما (به کارگردانی فرناندو تروئبا) شد.
خِراردو بـِرا همچنین در سال ۱۹۸۸ میلادی برندهٔ جایزه ملی تئاتر شد.